# IPhone 4
De iPhone 4 is een smartphone ontworpen en op de markt gebracht door Apple Inc.
Op 7 juni 2010 werd de iPhone 4 aangekondigd.
Het toestel heeft enkele nieuwe functies zoals videobellen met FaceTime, een 5 megapixel-camera aan de achterzijde met flitser, een tweede camera aan de voorzijde en een ingebouwde gyroscoop. Bovendien is het scherm verbeterd, waarbij de resolutie is verhoogd (Retina-display) naar 960 bij 640 pixels, een verviervoudiging van het aantal pixels vergeleken met de vorige generatie iPhones. Ook is de iPhone 4 dunner en sneller (dankzij de Apple A4-chip) dan de iPhone 3GS.
Op 24 juni 2010 werd de iPhone 4 in de Verenigde Staten en een handvol andere landen gelanceerd. Deze generatie iPhone was vanaf 30 juli 2010 in Nederland en België beschikbaar. Tijdens de maand die daaraan voorafging, werden op de Belgische site van eBay driemaal zoveel iPhones verkocht als in andere maanden, omdat bezitters van oudere modellen hun toestel van de hand wilden doen om het te vervangen door de iPhone 4. De iPhone wordt in Nederland verkocht door T-Mobile Nederland, KPN en Vodafone.
Na de introductie van de iPhone 4s was alleen het witte en zwarte 8GB-model nog te koop. Toen de iPhone 5s in 2013 verscheen, werd de iPhone 4 stilaan uit de handel gehaald. Apple iOS ondersteunt sinds versie 8 (2014) de iPhone 4 niet meer en in 2016 werd de ondersteuning van het toestel gestopt, waardoor er niet langer reparaties en updates mogelijk zijn.

## Functies
Deze versie van de iPhone, die op 7 juni 2010 tijdens de Worldwide Developers Conference werd geïntroduceerd, bevat compleet nieuwe hardware en een nieuw design dat voortaan vooral bestaat uit glas en roestvast staal.
De iPhone 4 maakt gebruik van de Apple A4-chip, een door Apple ontwikkelde en door Samsung geproduceerde processor. Deze chip heeft een kloksnelheid van 1 GHz, maar is geklokt op 800 MHz om batterij te besparen. De A4 was voor het eerst te vinden in de eerste generatie van de iPad, die eerder dat jaar werd geïntroduceerd. Daarnaast bevat de iPhone 4 512 MB werkgeheugen, twee keer zoveel als de iPhone 3GS en de eerste generatie iPad. Het is daarnaast een van de eerste telefoons die gebruik maakt van een micro-simkaart, een kleinere variant van de standaard simkaart.
Het nieuwe design van de iPhone 4 heeft een glazen voor- en achterkant met daaromheen een roestvrijstalen band die tevens als antenne functioneert. Aan beide kanten zit op het glas een vetafstotende laag tegen vingerafdrukken. Het nieuwe antenne-ontwerp heeft na de lancering van de telefoon in juni 2010 voor ophef gezorgd, omdat het GSM-signaal bij een bepaalde manier van vasthouden makkelijker zou kunnen wegvallen. Als reactie hierop besloot Apple om gratis hoesjes uit te delen. Gebruikers mochten het apparaat ook kosteloos terugbrengen naar de winkel. De iPhone 4 is daarnaast dunner dan zijn voorganger, maar wel een paar gram zwaarder.
De iPhone 4 kreeg ook een extra, tweede microfoon aan de bovenkant van het apparaat, waardoor achtergrondgeluid kan worden weggefilterd. Ook is een gyroscoop toegevoegd, zit er een krachtigere en zuinigere gps-chip in en is er ondersteuning voor het snellere wifi-802.11n.
De camera is ten opzichte van de iPhone 3GS ook verbeterd. De iPhone 4 heeft een 5 megapixelcamera met led-flitser. Er kan ook worden gefilmd in HD-720p 30fps-kwaliteit. Er zit ook een VGA-camera aan de voorkant van het apparaat wat videobellen op de iPhone mogelijk moet maken.
Een van de belangrijkste verbeteringen van de iPhone 4 is het nieuwe scherm. De iPhone 4 is voorzien van een IPS-scherm met ledachtergrondverlichting. Dit moet zorgen voor een grote kijkhoek, goed contrast en hoge helderheid. Het aantal pixels is in vergelijking met de vorige generatie iPhones verviervoudigd naar een resolutie van 960 bij 640 pixels. Dit zorgt voor een pixeldichtheid van ongeveer 326 pixels per inch.
De iPhone 4 is verkrijgbaar in de kleuren wit en zwart. Na de komst van de iPhone 4S, is alleen nog de 8GB-versie te koop, de iPhone 4 wordt dan geleverd met iOS 5.

## Specificaties
| Scherm                | Beelddiagonaal van 3,5" (8,9 cm), resolutie van 960 bij 640 pixels. Scherm gebruikt een multitouch-touchscreentechnologie. Met 326 ppi. Scherm gebruikt de "Retina"-technologie van Apple. |
| Grootte               | 115,2 × 58,6 × 9,3 mm |
| Gewicht               | 137 gram |
| Besturingssysteem     | iOS 4 (voorgeïnstalleerd) t/m iOS 7 (7.1.2) |
| Verbindingen          | Met de computer via een 30 pins-iPod-dockconnector, wifi, bluetooth. |
| Netwerken             | GSM (850, 900, 1800, 1900 MHz), Data GPRS/EDGE (tot 220 Kbps), UMTS/HSDPA/HSUPA (850, 900, 1900, 2100 MHz)                                                                                 |
| Geheugen              | 8, 16 of 32 GB intern, niet uitbreidbaar geheugen. |
| Batterij              | Ingebouwd herlaadbare lithium-ionbatterij. Beltijd: 14 uur op 2G, 7 uur op 3G. Internet: 6 uur op 3G, 10 uur op wifi. Audio: 40 uur, video: 10 uur. In stand-by: 300 uur.                  |
| Camera                | Achterkant: 5,0 megapixel, foto en film, en led-flits. Voorkant: VGA, foto en film. |
| Kleur                 | Zwart of wit |
| Levering              | Benelux: 30 juli 2010 - VS: 24 juni 2010 |
| Versie                | Wordt geleverd met iOS 4 |
| Standaard             | GSM: iOS 4.0; CMDA: iOS 4.2.10 |
| Huidige ondersteuning | iOS 7.1.2 (per 30 juni 2014 en tevens de laatste ondersteunende update voor de iPhone 4)                                                                                                   |